# 飯島昇藏
飯島 昇藏（いいじま しょうぞう、1951年9月20日 - 2017年3月17日）は、日本の政治学者。専門は、政治哲学・国際政治思想史。
早稲田大学政治経済学術院教授・早稲田大学政治経済学部学部長（2006年-2010年）・早稲田大学図書館館長・日本政治学会理事を歴任。

## 来歴
千葉県出身。千葉県立木更津高等学校卒業後、早稲田大学政治経済学部に入学。藤原保信門下。同大学卒業後、シカゴ大学大学院政治学研究科博士課程修了、Ph.D.（政治学）。

## 著書

### 単著
- 『スピノザの政治哲学――『エティカ』読解をとおして』（早稲田大学出版部、1997年）
- 『社会契約』（東京大学出版会、2001年）

### 編著
- 『両大戦間期の政治思想』（新評論、1998年）

### 共編著
- （小笠原弘親）『政治思想史の方法』（早稲田大学出版部、1990年）
- （藤原保信）『西洋政治思想史（1・2）』（新評論、1995年）
- （千葉眞・佐藤正志）『政治と倫理のあいだ―21世紀の規範理論に向けて』（昭和堂、2001年）
- （川岸令和）『憲法と政治思想の対話――デモクラシーの広がりと深まりのために』（新評論、2002年）
- （佐藤正志・太田義器）『現代政治理論』（おうふう、2009年）

### 訳書
- レオ・シュトラウス『ホッブズの政治学』（みすず書房、1990年）
- D・バウチャー、 P・ケリー編『社会契約論の系譜―ホッブズからロールズまで』（ナカニシヤ出版、1997年）
- ディヴィッド・トレンド編『ラディカル・デモクラシー―アイデンティティ、シティズンシップ、国家』（三嶺書房、1998年）
- デイヴィッド・アーノルド『環境と人間の歴史―自然、文化、ヨーロッパの世界的拡張』（新評論、1999年）
- デイヴィッド・バウチャー、 ポール・ケリー編『社会正義論の系譜―ヒュームからウォルツァーまで』（ナカニシヤ出版、2002年）
- イアン・クラーク、 アイヴァー・B・ノイマン編『国際関係思想史―論争の座標軸』（新評論、2003年）
- レオ・シュトラウス『僭主政治について（上・下）』（現代思潮新社、2006年-2007年）
- スティーヴン・ムルホール、アダム・スウィフト『リベラル・コミュニタリアン論争』（勁草書房、2007年）